# Béatrix Saule
Béatrix Saule, née Houdart de La Motte le 10 novembre 1950 à Charenton-le-Pont, dans le Val-de-Marne (France), est une historienne de l'art, conservateur général du patrimoine.
Liée au musée national des châteaux de Versailles et de Trianon depuis le début de sa carrière en 1976, elle l'a dirigé de novembre 2010 à novembre 2016.

## Biographie
Après un DES à l'université Paris-1 Panthéon-Sorbonne et un passage à l'IAE de Paris, Béatrix Saule entre à l'École du Louvre, dont elle sort diplômée. Elle passe le concours des conservateurs du patrimoine en 1974.
Elle est admise sur dossier à l'Académie de France à Rome et passe deux ans à la villa Médicis en 1975-1976. À sa sortie, elle entre comme conservatrice au château de Versailles, où elle a effectué toute sa carrière.
En 1988, elle est nommée au grade de conservateur en chef et devient directrice des publics et des services culturels, du développement et de la diffusion à Versailles en 1995.
À l'origine du projet du Centre de recherche du château de Versailles, elle en prend la direction en 2003. Elle est nommée conservateur général du patrimoine en 2008.
En juillet 2009, à la suite du départ à la retraite de Pierre Arizzoli-Clémentel, directeur général de l’Établissement public de Versailles, le ministre de la Culture et de la Communication demande à Béatrix Saule d'exercer cette fonction à titre d'intérim. Elle est nommée directrice du musée national des châteaux de Versailles et de Trianon par arrêté du ministre de la Culture en date du 22 novembre 2010. Elle est impliquée dans le scandale des faux sièges achetés par le musée à l'antiquaire Bill Pallot,. Son successeur, Laurent Salomé, est nommé le 1er décembre 2016 mais elle reste en poste jusqu'en janvier 2017 pour assurer la transition.
Béatrix Saule est vice-présidente de la Société d'études du XVIIe siècle et de la Société Saint-Simon. Elle est secrétaire générale de l'Association des résidences royales européennes. Depuis le 1er janvier 2015, elle est également présidente de la Fondation des sciences du patrimoine.

## Distinctions
- Officière de l'ordre des Arts et des Lettres (2014).
- Chevalière de la Légion d'honneur (2006).
- Chevalière de l'ordre national du Mérite.

## Publications - catalogues
Liste non exhaustive :
- Béatrix Saule, La journée de Louis XIV : 16 novembre 1700, Actes Sud, 2003, 2e éd., 139 p. (ISBN 978-2-7427-4279-0)
- Béatrix Saule (sous la direction de), Sciences et curiosités à la cour de Versailles : [exposition, château de Versailles du 26 octobre 2010 au 27 février 2011], Paris/Versailles, RMN, 2010, 279 p. (ISBN 978-2-7118-5683-1)
- Béatrix Saule, Yves Gaulupeau, Édouard Pommier et Krzysztof Pomian, L'Histoire au musée, Actes Sud, 2004, 220 p. (ISBN 978-2-7427-4771-9)
- Béatrix Saule, Visiter Versailles, Versailles, Artlys/Établissement public du musée et du domaine national de Versailles, 2006, 186 p. (ISBN 978-2-85495-292-6)
- Catherine Arminjon et Béatrix Saule, Tables royales et festins de cour en Europe : 1661-1789 : XIIIe rencontres de l'École du Louvre, La Documentation française, 2005, 424 p. (ISBN 978-2-11-003604-9)
- Jean Duron et Béatrix Saule, Le Prince et la musique : les passions musicales de Louis XIV, Mardaga, 2009, 255 p. (ISBN 978-2-8047-0024-9 et 2-8047-0024-0, présentation en ligne)

## Créations multimédia
- Versailles 1685 : Complot à la Cour du Roi Soleil, CD-Rom, RMN, 1996.
- Versailles II : Le Testament, CD-Rom, RMN, 1999.
- Versailles, la visite, VHS et DVD, RMN, 1999.
- Versailles décor sculpté extérieur, inventaire-cataloque, Établissement public du musée et du domaine national de Versailles/RMN, 2005.
- Versailles retrouvé, DVD sur l’exposition Quand Versailles était meublé d’argent, France 5, 2007.